# Chiastocheta
Genre
Chiastocheta est un genre d'insectes diptères brachycères de la famille des Anthomyiidae.

## Liste des espèces
Selon BioLib (9 décembre 2024) :
- Chiastocheta dentifera Hennig, 1953
- Chiastocheta glauca (Coquillett, 1900)
- Chiastocheta inermella (Zetterstedt, 1838)
- Chiastocheta lophota Karl, 1943
- Chiastocheta macropyga Hennig, 1953
- Chiastocheta rotundiventris Hennig, 1953
- Chiastocheta setifera Hennig, 1953
- Chiastocheta solidiceps Huckett, 1966
- Chiastocheta trollii (Zetterstedt, 1845) - espèce type

## Systématique
Le nom valide complet (avec auteur) de ce taxon est Chiastocheta Pokorny (d), 1889,. L'espèce type de ce genre est Chiastocheta trollii, initialement décrite sous le protonyme Aricia trollii.
Chiastocheta a pour synonyme :
- Chiastochaeta Kowarz, 1893

### Publication originale
- (de + la) Emanuel Pokorny, « Beitrag zur Dipterenfauna Tirols », Verhandlungen der kaiserlich-königlichen zoologisch-botanischen Gesellschaft in Wien, Vienne, vol. 39,‎ 1889, p. 543-574 (ISSN 1025-4749, lire en ligne, consulté le 9 décembre 2024).